# Björn Breidavikskämpen
Björn Breidavikskämpen, isländsk viking och skald, omtalad i Eyrbyggarnas saga. Han var älskare till Snorre godes syster, med vilken han hade en son. Till följd av ett dråp tvingades Björn att lämna Island år 986; han ingick då bland jomsvikingarna och deltog bland annat i Styrbjörn starkes slag på Fyrisvallarna ca 985. År 998 försvann han till sjöss och påträffades ca 1030 som hövding över ett hittills okänt land, beläget västerut från Irland. En del av hans skaldskap finns ännu kvar.